# Сэръя
Сэръя — деревня в Вавожском районе Удмуртии. Входит в состав Гурезь-Пудгинского сельского поселения.

## География
Деревня расположена на западе республики на расстоянии примерно в 6 километрах по прямой к югу-юго-востоку от районного центра Вавожа.
Часовой пояс
Деревня Сэръя как и вся Удмуртия, находится в часовой зоне МСК+1. Смещение применяемого времени относительно UTC составляет +4:00.

## Население
| 2010 | 2012 |
| ---- | ---- |
| 9    | ↘6   |

Национальный состав
Согласно результатам переписи 2002 года, деревня не числится..